# İrem Naz Topuz
İrem Naz Topuz (İzmir, 3 de febrer de 1997) és una jugadora professional de bàsquet turca que va jugar pel Galatasaray SK des dels inicis de la seva carrera fins al 2019. El 2017 va ser guardonada com a la estrella jove de bàsquet turca.